# Ennetbürgen
Ennetbürgen is een gemeente en plaats in het Zwitserse kanton Nidwalden.
Ennetbürgen telt 4198 inwoners.
Beckenried · Buochs · Dallenwil · Emmetten · Ennetbürgen · Ennetmoos · Hergiswil · Oberdorf · Stans · Stansstad · Wolfenschiessen
- Gemeinsame Normdatei: 4571996-2
- Historisch woordenboek van Zwitserland: 000751
- Virtual International Authority File: 133178477
- WorldCat: E39PBJxWV47vFvpyfvKfBm6qcP